# 麥特·哈維
馬修·爱德华·“麥特”·哈維(英語：Matthew Edward "Matt" Harvey，1989年3月27日－），綽號黑暗騎士（英語：The Dark Knight），是美國職棒大聯盟的先發投手。他先前曾效力過大都會、紅人、天使、皇家與金鶯等隊。
哈維在2010年的選秀的第一輪中被大都會選中，在2012年升上大聯盟，2013年被選入生涯的第一場全明星賽，並是國聯的先發投手。在同年的8月26日，哈維扯斷了他手肘的韌帶，並進行了尺骨附屬韌帶重建術，導致他2014年整季報銷。在2018年5月8日被交易到辛辛那提紅人隊，紐約大都會隊獲得Devin Mesoraco。

## 早年生涯
哈維出生於康乃狄克州的新倫敦，成長時，他是洋基隊的粉絲，最喜歡的球員是德瑞克·基特和保羅·歐尼爾。
哈維在2007年的選秀被天使隊選中，但選擇入學北卡羅來納大學教堂山分校。

## 外部連結
- 球員資訊和成績在MLB，ESPN，Baseball-Reference，Fangraphs（英文）

1. ↑  .   [2015-10-26]. （原始内容存档于2016-03-02）.
2. ↑  .   [2015-10-26]. （原始内容存档于2016-03-06）.